# Vizcondado de Cuba
El vizcondado de Cuba es un título nobiliario español creado el 8 de octubre de 1857 por la reina Isabel II a favor de José Gutiérrez de la Concha e Irigoyen junto al Marquesado de La Habana, grande de España. Fue Caballero de la Real Orden del Toisón de Oro (1875); caballero del hábito de la Orden Militar de Santiago (1831); Gran Cruz de Carlos III (1847); Gran Cruz de San Fernando de 4.ª Clase; Gran Cruz de la Real y Americana Orden de Isabel la Católica (1846); Gran Cruz San Hermenegildo (1845); Gran Cruz del Mérito Militar y Gran Oficial de la Legión de Honor de Francia (1845). Gentilhombre con ejercicio y servidumbre de Isabel II, y socio honorífico de la Sociedad de Amigos del País de La Habana y de la de Santiago de Cuba. Senador vitalicio (1847), dos veces Capitán general de Cuba, de los Ejércitos nacionales y presidente del Consejo de Ministros. Director general del Arma de Caballería (1840-50).

## Armas
Partido. Primer cuartel, en campo de azur, una concha de plata. Segundo cuartel, en campo de plata un roble de sinople, frutado de oro, y un jabalí de sable pasante al pie del tronco.

## Vizcondes de Cuba
|                        | Titular                                                     | Periodo                |
| Creación por Isabel II | Creación por Isabel II                                      | Creación por Isabel II |
| ---------------------- | ----------------------------------------------------------- | ---------------------- |
| I                      | José Gutiérrez de la Concha e Irigoyen                      | 1857-1864              |
| II                     | María del Carmen Gutiérrez de la Concha y Fernández de Luco | 1864-1914              |
| III                    | Isabel María del Carmen de Arteaga y Gutiérrez de la Concha | 1916-1969              |
| IV                     | Roberto Luis Sánchez de Ocaña y Chamorro                    | 1969-actual titular    |

## Historia de los vizcondes de Cuba
- José Gutiérrez de la Concha Irigoyen y Mazón de Quintana (Córdoba de Tucumán, virreinato del Río de la Plata, 3 de marzo de 1802-Madrid, 5 de noviembre de 1895), I vizconde de Cuba, I marqués de La Habana.

Casó, en Logroño el 30 de mayo de 1841, con Vicenta Fernández de Luco y Santa Cruz. Le sucedió, por cesión, su hija:
- María del Carmen Gutiérrez de la Concha y Fernández de Luco (Logroño, 5 de marzo de 1842-Madrid, 16 de diciembre de 1914), II vizcondesa de Cuba,[3] II marquesa de La Habana.

Casó, en Madrid el 15 de octubre de 1864, con Fernando de Arteaga y Silva, XV marqués de Távara, XIV marqués de Guadalest, XIV marqués de Algecilla, hijo de Andrés Avelino de Arteaga y Lazcano, VII marqués de Valmediano, III conde de Corres, VIII conde de Santa Eufemia. Le sucedió su hija:
- Isabel María del Carmen de Arteaga y Gutiérrez de la Concha (Madrid, 27 de diciembre de 1879-abril de 1965), III vizcondesa de Cuba[4]

Casó, en Madrid el 9 de marzo de 1916, con Roberto Domingo Sánchez de Ocaña y Algara. Le sucedió su nieto, hijo de: Roberto Sánchez de Ocaña y Arteaga (Madrid el 28 de octubre de 1922-2011), VI marqués de La Habana, XVII marqués de Guadalest, XVII marqués de Algecilla casado con María Luisa Chamorro y de Aguilar.
- Roberto Luis Sánchez de Ocaña y Chamorro (Madrid, 1 de marzo de 1961), IV vizconde de Cuba,[8] VII marqués de La Habana,[9] XVIII marqués de Guadalest.[10]

Casó con Blanca Cid Cuartero, padres de Natalia Sánchez de Ocaña Cid.